# Armento
Armento est une commune italienne de moins de 1 000 habitants, située dans la province de Potenza, dans la région Basilicate en Italie méridionale.

## Histoire
Armento est un petit centre indigène situé sur le sommet d’une des plus hautes collines sur la rive gauche du haut cours du Bradano, à la frontière de la Lucanie et de l’Apulie. Mieux connu à l’époque romaine, le site a pourtant livré du matériel de la deuxième moitié du VIe siècle av. J.-C. provenant d’une tombe fouillée sur la pente Est de la colline. Le matériel trouvé consiste en de la vaisselle de bronze, et de vases de types géométriques et grecs d’importation coloniale. Au voisinage du centre actuel, sur la pente ouest, au sommet d’une colline dénommée « La Guardia » ont été trouvées des traces d’habitations et des tombes du IVe siècle, dans une desquelles a été trouvée, en 1814, une couronne d'or, la « couronne d'Armento », actuellement conservée au musée de Munich. Le site n’a jamais fait l’objet d’une recherche spécifique et exhaustive. Le matériel est conservé en partie dans l’Antiquarium de l'église locale et en partie dans les réserves de la surintendance.

## Administration
| Période                                  | Période | Identité | Étiquette | Qualité |
| ---------------------------------------- | ------- | -------- | --------- | ------- |
|                                          |         |          |           |         |
| Les données manquantes sont à compléter. |         |          |           |         |

### Communes limitrophes
Corleto Perticara, Gallicchio, Guardia Perticara, Montemurro, San Chirico Raparo, San Martino d'Agri